# Ernst von Scheliha
Ernst Sylvius Wilhelm von Scheliha (* 20. Juni 1786 in Perschütz; † 11. Mai 1856 in Hirschberg) war ein preußischer Generalmajor.

## Leben

### Herkunft
Er war der Sohn von Karl Friedrich Wilhelm von Scheliha (1756–1793) und dessen Ehefrau Christiane Henriette, geborene von Ferentheil (1759–1807). Sein Vater war Herr auf Perschütz und Austen sowie Kreisdeputierter. Sein älterer Bruder Karl (1783–1851) schlug ebenfalls eine Militärkarriere in der Preußischen Armee ein und brachte es zum Generalmajor.

### Militärkarriere
Scheliha trat am 1. Juli 1800 als Gefreiterkorporal in das Infanterieregiment „von Müssling“ der Preußischen Armee ein. Dort avancierte er Anfang November 1805 zum Fähnrich. Im Vierten Koalitionskrieg wurde Scheliha im Gefecht bei Saalfeld verwundet. Er machte die Schlacht bei Jena mit und geriet durch die Kapitulation von Magdeburg kurzzeitig in französische Kriegsgefangenschaft. Nach seiner Freilassung wurde er zunächst inaktiv und am 24. April 1809 als Sekondeleutnant mit Patent vom 22. Januar 1808 wieder in der Armee angestellt. Er versah bis zum 29. November 1811 seinen Dienst im 2. Westpreußischen Infanterie-Regiment und nahm dann seinen Abschied, der ihm mit der Erlaubnis zum Tragen der Armeeuniform bewilligt wurde.
Zu Beginn der Befreiungskriege gegen Napoleon wurde Scheliha als Stabskapitän und Adjutant bei der Schlesischen Landwehr wieder angestellt. In der Schlacht bei Großgörschen wurde er verwundet. Scheliha kämpfte dann an der Katzbach und erhielt für sein Wirken in der Völkerschlacht bei Leipzig den Russischen Orden der Heiligen Anna III. Klasse. Im weiteren Kriegsverlauf nahm er an der Schlacht bei Paris teil und wurde am 1. März 1815 Kapitän. Am 22. April 1815 kam Scheliha als Adjutant zu Generalmajor von Losthin, der zu diesem Zeitpunkt Brigadechef im IV. Armee-Korps der Niederrheinarmee war. In dieser Stellung nahm er an Schlacht bei Waterloo teil, wurde dabei erneut verwundet und mit dem Eisernen Kreuz II. Klasse sowie dem Orden des Heiligen Wladimir IV. Klasse ausgezeichnet.
Anfang Oktober 1815 wurde Scheliha Adjutant der Frankfurter Landwehrbrigade. Zwei Jahre später kam er in gleicher Eigenschaft zur Landwehrinspektion in Liegnitz und wurde mit seiner Beförderung zum Major am 30. März 1818 Adjutant der 5. Landwehr-Brigade. Daran schloss sich ab 13. Juni 1825 eine Verwendung als Kommandeur des II. Bataillons im 6. Landwehr-Regiment in Löwenberg an. Am 30. März 1836 wurde Scheliha Oberstleutnant und als Kommandeur des Füsilier-Bataillons im 13. Infanterie-Regiment nach Wesel versetzt. Zwei Jahre später beauftragte man ihn als Oberst mit der Führung des 23. Infanterie-Regiments und ernannte Scheliha am 24. Januar 1839 zum Kommandeur dieses Regiments. Am 26. Dezember 1840 wurde er mit Pension zur Disposition gestellt. Scheliha erhielt am 20. August 1844 den Charakter als Generalmajor sowie am 3. Januar 1852 seinen Abschied mit der bisherigen Pension. 

### Familie
Scheliha hatte sich am 18. September 1810 in Nieder-Bellmannsdorf mit Amalie Friederike Wilhelmine von Ferentheil und Gruppenberg (1785–1856) verheiratet. Aus der Ehe gingen folgende Kinder hervor:
- Karl Dietrich Ernst Wilhelm Sylvius (* 26. Mai 1811 in Breslau)
- Johanna Christiane Wilhelmine Amalie Eleonore (* 28. April 1812 in Schönberg)
- Amalie Ernestine Karoline (* 2. Mai 1815 in Neisse)
- Dietrich Ernst Karl Rudolf (* 25. März 1818), preußischer Oberst der Artillerie
- Viktor Ernst Karl Rudolf (1826–1899), amerikanischer Offizier und Stabschef von General Simon Bolivar Buckner im Sezessionskrieg